# Parachernes cordimanus
Espèce
Synonymes
- Scapanochernes cordimanus Beier, 1953

Parachernes cordimanus est une espèce de pseudoscorpions de la famille des Chernetidae.

## Distribution
Cette espèce est endémique du Salvador. Elle se rencontre vers Los Cobanos.

## Publication originale
- Beier, 1953 : Pseudoscorpione aus El Salvador und Guatemala. Senckenbergiana biologica, vol. 34, p. 15-28.